# Cores & Valores
Cores & Valores é o quarto álbum de estúdio do grupo brasileiro de rap Racionais MC's, lançado em 25 de novembro de 2014 pelas gravadoras Cosa Nostra e Boogie Naipe.
Ao contrário dos álbuns anteriores, todos marcados por várias canções de longa duração, Cores & Valores apresenta diversos raps curtos e diretos - a faixa mais extensa é "O Mal e o Bem", com exatos cinco minutos.
É o primeiro álbum de estúdio com faixas inéditas desde Nada como um Dia após o Outro Dia, lançado 12 anos antes, o disco conta com 15 músicas. O álbum foi gravado no estúdio Maraca, na cidade de São Paulo, e finalizado no Quad Recording Studios, em Nova York. Foi eleito o melhor disco nacional de 2014 pela Rolling Stone Brasil.

## Arte de capa
Na capa do disco, Mano Brown, Ice Blue, Edy Rock e KL Jay aparecem empunhando armas, vestidos com roupas de coletores de lixo e mascarados. Um dos quatro arrasta três malotes. Enquanto Ice Blue aparece usando uma máscara de palhaço, os outros três racionais aparecem com máscaras do personagem Jason Voorhees, da série cinematográfica Sexta-Feira 13. A foto da capa foi feita ao lado de um banco que fica na base do Edifício Copan, no centro de São Paulo.

## Faixas
| Nº | Título                           | Compositor(es)                                 | Sample(s)                                                              | Duração |
| -- | -------------------------------- | ---------------------------------------------- | ---------------------------------------------------------------------- | ------- |
| 1  | Cores & Valores                  | Mano Brown                                     |                                                                        | 1:16    |
| 2  | Somos O Que Somos                | Ice Blue e Helião                              |                                                                        | 1:07    |
| 3  | Cores & Valores: Preto e Amarelo | Negreta                                        |                                                                        | 0:37    |
| 4  | Trilha                           | Mano Brown                                     |                                                                        | 0:24    |
| 5  | Eu Te Disse                      | Mano Brown                                     |                                                                        | 0:54    |
| 6  | Preto Zica                       | Mano Brown, Edi Rock e Irmão Arábico           | "Feel So Bad" (Ray Charles)                                            | 2:03    |
| 7  | Cores & Valores: Finado Neguin   | Mano Brown                                     |                                                                        | 2:01    |
| 8  | Eu Compro                        | Mano Brown, Ice Blue, Helião e Blood Beatz     |                                                                        | 3:34    |
| 9  | A Escolha Que Eu Fiz             | Edi Rock e Rick Dub                            |                                                                        | 1:49    |
| 10 | A Praça                          | Edi Rock, Juliano Kurban e Irmão Arábico       |                                                                        | 2:49    |
| 11 | O Mal e o Bem                    | Edi Rock, Don Pixote, Lino Krizz e Gedson Dias |                                                                        | 5:00    |
| 12 | Você Me Deve                     | Mano Brown, Don Pixote e William Magalhães     |                                                                        | 2:41    |
| 13 | Quanto Vale o Show?              | Mano Brown e DJ Cia                            | "Gonna Fly Now" (Bill Conti)                                           | 2:53    |
| 14 | Coração Barrabaz                 | Mano Brown e DJ Cia                            | "Deixa" (Bandits of Love)                                              | 1:24    |
| 15 | Eu Te Proponho                   | Mano Brown e Lino Krizz                        | "Nautilus" (Bob James) "Liquid Love" (Roy Ayers) "Castiçal" (Cassiano) | 3:49    |

## Prêmios e indicações
| Ano  | Premiador            | Prêmio                          | Resulto |
| ---- | -------------------- | ------------------------------- | ------- |
| 2014 | Rolling Stone Brasil | Melhor disco brasileiro de 2014 | Venceu  |

## Créditos

#### Artistas principais:
- Mano Brown - vocais
- Ice Blue - vocais
- Edi Rock - vocais
- KL Jay - DJ

#### Participações:
- Helião - faixas 2 e 8
- Negreta - faixa 3
- Lino Krizz - faixas 11 e 15
- Don Pixote - faixa 12

#### Bases:
- Mano Brown - faixas 1, 3, 4, 5, 6, 7, 12, 13, 14 e 15
- DJ Cia - faixas 1, 2, 3, 4, 5, 7, 13 e 14
- Ice Blue - faixa 2
- Edi Rock - faixa 6
- Blood Beatz - faixa 8
- DJ Rick Dub - faixa 9
- Juliano Kurban (JayKay) - faixa 10
- Gedson Dias - faixa 11
- William Magalhães - faixa 12
- Lino Krizz - faixa 15

#### Músicos:
- Mano Brown - programação de bateria e teclado, bateria, som
- DJ Cia - programação de bateria e teclado, bateria, som
- Blood Beatz - arranjos, teclado, bateria
- Juliano Kurban (JayKay) - baixo, bateria, trompete, teclado midi
- Gedson Dias - teclado, synth, programação de bateria, contrabaixo
- Willian Magalhães - arranjos
- Lino Krizz - programação de bateria, contrabaixo
- Brewery Recording Studio - mixagem
- Chris Gehringer - masterização